# 5215 Tsurui
5215 Tsurui este un asteroid din centura principală de asteroizi.

## Descriere
5215 Tsurui este un asteroid din centura principală de asteroizi. A fost descoperit pe 9 ianuarie 1991 la Kushiro de Masanori Matsuyama și Kazuro Watanabe. Asteroidul prezintă o orbită caracterizată de o semiaxă mare de 2,68 ua, o excentricitate de 0,15 și o înclinație de 14,1° în raport cu ecliptica.